# Pterotosoma bilineata
Pterotosoma bilineata är en fjärilsart som beskrevs av W. Warren 1903. Pterotosoma bilineata ingår i släktet Pterotosoma och familjen Uraniidae. Inga underarter finns listade.